# Kruisdraging (schilderij)
De kruisdraging is een schilderij, toegeschreven aan de Zuid-Nederlandse schilder Jheronimus Bosch, in het Museum voor Schone Kunsten in Gent.

## Voorstelling
Het stelt de kruisdraging voor. Jezus draagt het kruis te midden van een groep vreemd uitziende figuren, die letterlijk het hele paneel vullen van boven naar beneden en van links naar rechts. De enige normale figuur, naast Jezus zelf, is de heilige Veronica linksonder, die het zweetdoek toont met de afbeelding van Christus. Linksboven is Simon van Cyrene afgebeeld, die Jezus hielp met het dragen van het kruis, en rechtsonder de 'slechte moordenaar' die tegelijk met Jezus gekruisigd zou worden. De lijkbleke figuur rechtsboven, ten slotte, is de 'goede moordenaar', die toegesproken wordt door een fanatische dominicaan.

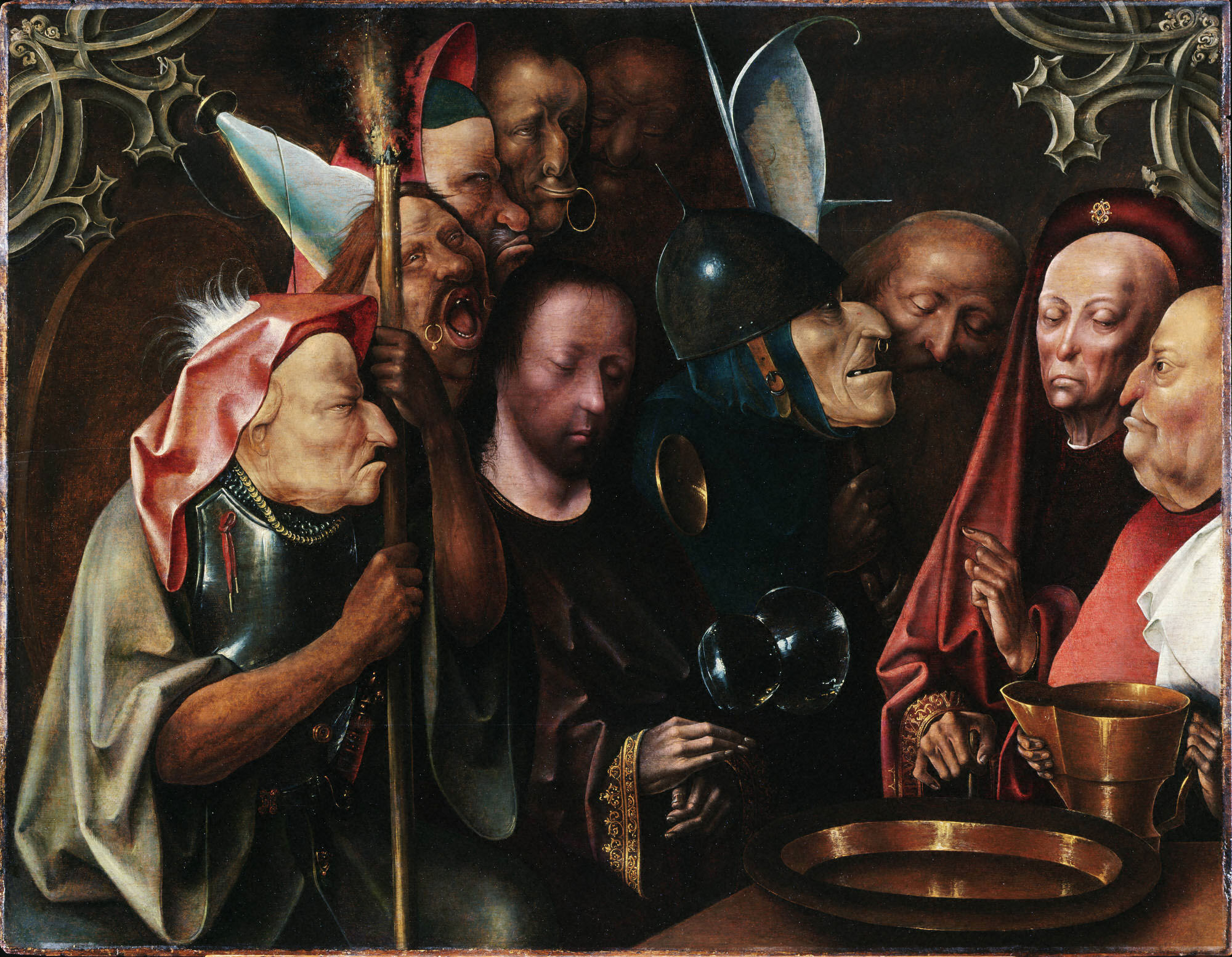
Navolger van Jheronimus Bosch. Christus voor Pilatus. Ca. 1520. Princeton University Art Museum.

De schilder past een vast compositorisch schema toe, dat bestaat uit vijf groepen van telkens drie elkaar overlappende gezichten. Dit schema is uitgevonden door Giotto en Masaccio en werd later door onder meer Rafaël toegepast. De schilder van de Kruisdraging creëert daarnaast een suggestie van diepte door de gezichten in de achtergrond donkerder weer te geven. Dit soort statische compositieschema’s, die zich afkeren tegen de wetten van de natuur, vormen wellicht een van de eerste tekenen van het maniërisme.

## Datering en toeschrijving
Het werk werd lang beschouwd als een laat werk van Bosch. Bij de grote Bosch-tentoonstelling in Rotterdam in 2001 werd er rekening mee gehouden dat het werk van een navolger zou kunnen zijn. In de tentoonstellingscatalogus van deze tentoonstelling merkt een van de auteurs, Bernard Vermet, op dat het werk niet zo typisch voor Bosch is als op het eerste gezicht lijkt. Vergeleken met De doornenkroning van Christus in de National Gallery in Londen is het moeilijk voor te stellen, dat beide werken door dezelfde schilder zijn gemaakt, aldus Vermet. Ook doet de kleur hem eerder denken aan maniëristen uit de jaren 1530 en brengt hij het in verband met het Passie-drieluik in Valencia en de daarvan afgeleide werken, zoals de Christus voor Pilatus in Princeton (zie afbeelding links), die aantoonbaar na Bosch' dood zijn ontstaan.
Het Bosch Research and Conservation Project (BRCP) oordeelde eind 2015, na een zes jaar lang grondig onderzoek van bijna alle werken van Bosch, dat het definitief geen schilderij van Bosch is, maar waarschijnlijk van een tijdgenoot en navolger. Het BRCP baseert zich daarbij op stilistisch onderzoek en op infraroodfoto's van het werk, waarop de ondertekening is te zien. Zowel de stijl als de ondertekening wijkt af van andere werken van Bosch. De conclusie van het BRCP wordt echter tegengesproken door enkele experts en de directie van het Museum voor Schone Kunsten.

### Betwiste punten

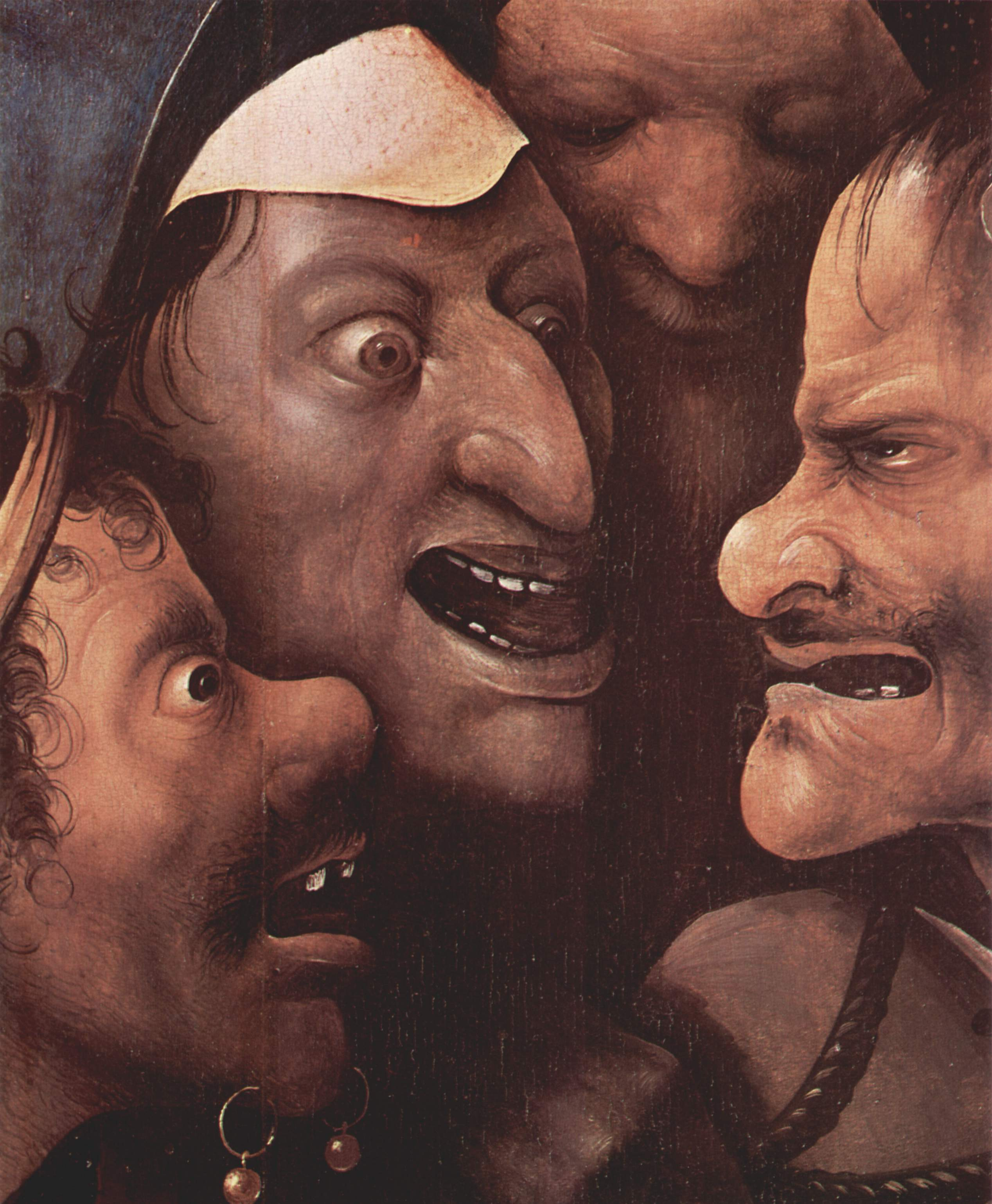
Slechteriken met verwrongen trekken

- De ondertekening (d.w.z. de tekening op het doek of paneel die als basis diende voor het schilderij) is minimaal, in tegenstelling met de uitgebreide ondertekening op andere schilderijen van Bosch.
- Normaal gebruikte Bosch panelen die al verwerkt zaten in een kader, zodat men verfresten kan bemerken op de rand van het kader. Deze ontbreken bij dit schilderij, wat erop wijst dat het kader later werd toegevoegd.
- Bosch schilderde op realistische wijze de gezichten op zijn werken. Hier staan er echter portretten als groteske karikaturen met verwrongen trekken.
- Bosch schilderde veel bizarre figuren als slechteriken, maar nooit zoveel tegelijk als op dit schilderij, waarbij deze figuren bovendien zo dicht op elkaar staan.

## Kopie
In 1927 maakte de Nederlandse schilder Arnold van de Laar een kopie van de Kruisdraging, die in 1927 aangeboden werd aan het Noordbrabants Museum ter gelegenheid van het 90-jarig bestaan van het Provinciaal Genootschap van Kunsten en Wetenschappen in Noord-Brabant.